# Threema
Threema是一款付费的开源端到端加密即時通訊应用程式，可用於IOS和Android操作系統。
该軟體不需要电话号码或其他任何个人身份資訊就能使用。这在一定程度上有助於用户匿名化。
用戶可以通過該應用發送簡訊、进行语音和視訊通话，傳送多媒体、位置、语音訊息和文件。用戶可以在電腦上使用Threema的網路应用程式，但前提是用户必須在手機上安裝Threema且在线。
Threema是由瑞士公司Threema GmbH所开发。產品伺服器位于瑞士。截至2020年1月，Threema拥有800万用户。截至2019年1月，有3000家公司和组织使用了商业版Threema Work。